# Gainage
Le gainage est un exercice d'entraînement qui sert à renforcer les muscles abdominaux et dorsaux. Sa forme la plus fréquente est « la planche », qui consiste à se positionner face au sol, en appui sur les pointes de pied et les avant-bras, coudes à l'aplomb des épaules. 

## Description
L'exercice traditionnel de gainage musculaire, la planche, consiste à se positionner face au sol, en appui sur les pointes de pied et les avant-bras, coudes à l'aplomb des épaules. Dans cette position, le segment « jambes-bassin-tronc » est aligné et les muscles abdominaux et fessiers sont contractés. Pour être efficace, le temps de maintien de cet exercice doit se rapprocher du maximum et doit être répété à plusieurs reprises.

## Muscles sollicités
Muscles principaux : spinaux, grand droit de l'abdomen, transverse de l'abdomen.
Muscles secondaires (stabilisateurs) : trapèzes, rhomboïdes, coiffe des rotateurs, deltoïdes, pectoraux, dentelé, grand fessier, quadriceps, jumeaux.

## Variantes
Il existe de nombreuses variantes de cet exercice :
- le gainage latéral : en appui au sol sur le bord externe du pied et l'avant-bras (coude à l'aplomb de l'épaule), segment « jambes-bassin-tronc » aligné ;
- le gainage dorsal : en appui au sol sur le haut du dos et les pieds (jambes fléchies), segment « cuisses-bassin-tronc » aligné ;
- le gainage ventral instable : en appui au sol sur les fesses, jambes et buste décollés à quelques centimètres du sol ;
- le gainage sur ballon suisse : gainage instable ventral ou dorsal en équilibre sur ballon de gymnastique.

## Effets et applications
Réalisés en isométrie, ces exercices sollicitent les muscles de l'abdomen et du dos en profondeur, et participent au maintien et à la protection de la colonne vertébrale. 
L'exercice courant du gainage permet une préparation physique du corps, principalement du bassin et de l'abdomen, pour faciliter ensuite la pratique de nombreuses autres activités plus dynamiques. Le gainage sert souvent d'échauffement et rentre aussi dans certaines autres activités physiques telles que le Pilates et le yoga[réf. nécessaire].

## Records
Selon le livre Guinness des records, le record du monde actuel de gainage ventral (traditionnel) est détenu par l'australien Daniel Scali avec un temps de 9 heures 30 minutes et 1 seconde le 6 août 2021.
Historique : le record a d'abord été établi par George Hood, ancien Marine de 63 ans, à 3 heures 7 minutes et 15 secondes le 20 avril 2013 à Newport, dans le Kentucky, États-Unis. Mao Weidong, policier chinois, a battu ce record le 2 octobre 2014. Il est resté dans la position de la planche pendant 4 heures et 26 minutes, temps correspondant à la date d'anniversaire de sa femme née le 26 avril. George Hood a battu de nouveau le record en 2015 avec 5 h 15 min 15 s. Le 15 mai 2016, Mao Weidong, remporte à nouveau le championnat du monde de gainage, avec un temps record de 8 h 1 min 1 s.
Le 30 juin 2018 George Hood explose le record avec une performance de 8 heures 15 minutes et 15 secondes. Ce record a finalement été battu le 6 août 2021 par l'actuel recordman l'australien Daniel Scali avec un temps de 9 h 30 min 1 s.
Le record du monde actuel de gainage ventral détenu :
- par une femme est de 3 h 31 min par Maria Kalimera (Chypre) en septembre 2015 ;
- par une femme avec un sac de 60 livres est de 17 min 26 s par Eva Bulzomi (États-Unis) en juillet 2013 ;
- avec un sac de 100 livres est de 17 min 2 s par Silehm Boussehaba (France) en décembre 2018 ;
- avec un sac de 200 livres est de 4 min 2 s par Silehm Boussehaba (France) en mars 2018.

La plus longue planche à un seul bras en équilibre sur un médecin-ballon est de 47,54 secondes, par William Borger (Canada) en octobre 2016.

## Critique du terme et définitions particulières
Le concept de gainage a été redéfini de manière originale et critique par l'entraîneur olympique Emmanuel Legeard, expert des disciplines de force. Il explique : « Depuis dix ans, il est de bon ton de centrer l'entraînement sur un concept approximatif de gainage inspiré du fitness à l'américaine. Comment faire entendre qu'on obtient le gainage non par des séries d'abdominaux, mais en apprenant à embrayer dans le bon ordre les “vitesses” des voies motrices descendantes ? Ces voies motrices activent des patrons neurologiques qui sont en quelque sorte enchâssés les uns dans les autres comme des circuits gigognes. Tant qu'on ignore ce fonctionnement, il est impossible de l'exploiter adroitement. De ce point de vue aussi, le retour de l'haltérophilie comme phénomène de masse est salutaire parce qu'il conduit à considérer l'organisme comme un Tout finalisé contrairement à l'idée que le corps n'est que la somme de ses parties visibles. » Selon lui, la notion simpliste et statique du gainage à la mode actuellement doit être profondément révisée pour remplir de nouveau sa fonction utile : permettre d'« exploiter les synergies suivant des stratégies physiologiques, autrement dit donner les impulsions dans le bon sens, recruter les bons muscles dans le bon ordre ».